# Мельчор (остров)
Мельчор — крупнейший остров архипелага Чонос в Чили. Этот остров — пятнадцатый по площади из всех островов Чили. Высшая точка — 1127 метров над уровнем моря. На восточном берегу острова выстроен довольно крупный порт.